# Corgatha gemmifer
Corgatha gemmifer là một loài bướm đêm trong họ Erebidae.